# Leon Hugh Kelso
Leon Hugh Kelso (* 4. September 1907 in Gretna, Kansas; † 9. Mai 1982 in Arlington, Virginia) war ein US-amerikanischer Ornithologe und Botaniker. Sein botanisches Kürzel ist „Kelso“.

## Leben und Wirken
Kelso war der Sohn von Lincoln Henry Kelso (1865–1948) und Pearl Esther geb. White (1879–1968), sein jüngerer Bruder war Arl Raymond Kelso (1909–1998). Leon Kelso heiratete Katharine Estelle geb. Henderson (1911–1987) mit der beispielsweise gemeinsam 1934 A key to species of American owls publizierte. Seine Frau beschrieb auch die Schreieulen-Unterart (Pseudoscops clamator oberi (Kelso, EH, 1936)). Aus der Ehe gingen der Sohn Edward Wilson Kelso (1939–2004) und die Tochter Gwendolyn Lee Kelso (1935–2012) hervor.
Die Familie Kelsos zog in den 1920ern nach Colorado. Am 7. Juni 1929 erhielt er sein Bachelor an der University of Denver in Botanik. Später wechselte er an University of Colorado Boulder. Als im dort vom Head des Departments eröffnet wurde, dass die Fußstapfen von Per Axel Rydberg und Edward Lee Greene für ihn zu groß seien und er für ihn kein Stelle im Hauptfach in Systematik hätte, brach Kelso mit der Universität und veröffentlichte seine eigenen Publikationen, die unter dem Namen Biological Leaflets erschienen. So wechselte er zum United States Biological Survey des Landwirtschaftsministerium der Vereinigten Staaten in Washington, D.C. Hier wurde er ein Spezialist, der Mageninhalt von Wildvögeln- und Tieren analysierte.
Es folgte im September 1938 Master of Science an der Cornell University mit der These A study of the screech owl (Otus asio). Sein Hauptforschungsschwerpunkt in der Ornithologie galt sein ganzes Leben den Eulen. Den wissenschaftlichen Namen der Nacktbein-Kreischeule (Megascops clarkii) widmete er und seiner Frau dem Brethren Priester Harry Moody Clark (1877–1947) mit dem Kelso aus seiner Zeit in Gretna befreundet war. Clark war es auch der Kelso den Bird Guide von Chester Albert Reed (1876–1912) auslieh und so sein Interesse auf die Avifauna lenkte. Kelso war seit 1930 Mitglied der Wilson Ornithological Society und wurde 1978 zum ersten Ehrenmitglied der Northeastern Bird-Banding Association gewählt. Dies sollte eine Ehrung für herausragenden Beiträge zur Vogelberingung bekräftigen. In 17 Jahren publizierte er 900 Artikel und Rezensionen, viele davon zu russischen ornithologischen Publikationen. Kelso galt durch seine selbst erlernten Russischkenntnisse als wichtige Schnittstelle zwischen amerikanischen und russischen Ornithologen. So übersetzte und rezensierte er u. a.  Werke wie The Origin of Terrestrial Vertebrates von Iwan Iwanowitsch Schmalhausen oder The Lapland Reserve  von Oleg Semyonov-Tyan-Shansky.

## Dedikationsnamen
Gerrit Paulus Hekstra benannte 1983 Otus choliba kelsoi nach ihm, da dieser Name Otus choliba portoricensis Kelso, L, 1942 ersetzen sollte, der bereits durch Strix portoricensis Lesson, 1832 besetzt war. Heute gilt der Name als Synonym zur Tropenkreischeule-Unterart ( Megascops choliba crucigerus (von Spix, 1824)).

## Erstbeschreibungen von Leon Hugh Kelso
Kelso hat auch zusammen mit anderen Autoren einige Unterarten, die neu für die Wissenschaft waren, beschrieben.

### Vogelarten
Zu den Vogelarten gehören chronologisch u. a.:
- Nacktbein-Kreischeule (Megascops clarkii (Kelso, L & Kelso, EH, 1935))
- Costa-Rica-Zwergkauz (Glaucidium costaricanum Kelso, L, 1937)

### Vogelunterarten
Zu den Vogelunterarten gehören chronologisch u. a.:
- Styxeule (Asio stygius robustus Kelso, L, 1934)
- Schleiereule (Tyto alba subandeana Kelso, L, 1938)
- Schleiereule (Tyto alba zottae Kelso, L, 1938)
- Kaninchenkauz (Athene cunicularia boliviana (Kelso, L, 1939))
- Rio-Napo-Kreischeule (Megascops napensis helleri (Kelso, L, 1940))
- Tropenkreischeule (Megascops choliba surutus (Kelso, L, 1941))

### Vogelsynonyme
- Tropenkreischeule (Megascops choliba cruciger (alticola) (Kelso, L, 1937))
- Haubenkauz (Lophostrix cristata cristata (amazonica) Kelso, L, 1940)
- Sprenkelkauz (Strix virgata virgata (minuscula) Kelso, L, 1940)
- Magellanuhu (Bubo magellanicus (andicolus) Kelso, L, 1941)
- Tropenkreischeule (Megascops choliba cruciger (portoricensis) (Kelso, L 1942))

### Pflanzenarten
Zu den Pflanzenarten gehören chronologisch u. a.:
- Carex bolanderi var. artemisiana Kelso
- Carex elbertiana Kelso
- Carex erxlebeniana Kelso
- Carex estesiana Kelso
- Carex hagiana Kelso
- Carex uncompahgre Kelso
- Castilleja flavoviridis Kelso
- Poa montevansi Kelso
- Salix amelanchieroides Kelso
- Salix dissymmetrica Kelso
- Salix sawatchicola Kelso

### Pflanzenvarietäten
Außerdem beschrieb er folgende Varietäten:
- Anemopsis californica var. subglabra Kelso
- Anemopsis californica var. typica Kelso
- Carex aquatilis var. plumbeophila Kelso
- Carex aquatilis var. rhomboidea (Holm) Kelso
- Carex aquatilis var. sciaphila (Holm) Kelso
- Carex aquatilis var. sitchensis (Prescott ex Bong.) Kelso
- Carex atrata var. chalciolepis (Holm) Kelso
- Carex atrata var. larimerana (Kelso) Kelso
- Carex haydeniana var. ebenea (Rydb.) Kelso
- Carex nova var. erxlebenii Kelso
- Carex oreocharis var. enantiomorpha Kelso
- Carex pachystachya var. monds-coulteri Kelso
- Carex rigida var. subconcoloroides Kelso
- Carex scopulorum var. subconcoloroides Kelso
- Cassia pyrenaica var. mondsii Kelso
- Glyceria grandis var. komarovii Kelso
- Glyceria striata var. mexicana Kelso
- Salix arctica var. caespitosa (P.B.Kenn.) Kelso
- Salix arctica var. graminifolia (E.H.Kelso) Kelso
- Salix arctica var. petrophila (Rydb.) Kelso
- Salix barclayi var. barclayi Kelso
- Salix barclayi var. cochetopiana Kelso
- Salix barclayi var. commutata (Bebb) Kelso
- Salix barclayi var. neomexicana (E.H.Kelso) Kelso
- Salix barclayi var. padophylla (Rydb.) Kelso
- Salix barclayi var. pseudomonticola (C.R.Ball) Kelso
- Salix barclayi var. resurrectionis Kelso
- Salix barclayi var. uncompahgre Kelso
- Salix barclayi var. veritomonticola Kelso
- Salix cordata var. crux-aurae Kelso
- Salix cordata var. crux-aureae Kelso
- Salix cordata var. denveriana Kelso
- Salix cordata var. desolata (E.H.Kelso) Kelso
- Salix cordata var. ligulifolia (C.R.Ball) Kelso
- Salix cordata var. monticola (Bebb ex J.M.Coult.) Kelso
- Salix cordata var. platyphylla (C.R.Ball) Kelso
- Salix cordata f. pseudomackenziana Kelso
- Salix dodgeana var. subrariflora Kelso
- Salix glauca var. kenosha Kelso
- Salix glauca var. pseudolapponum (Seemen) Kelso
- Salix glauca var. subincurva (E.H.Kelso) Kelso
- Salix glaucophylla var. ligulifolia (C.R.Ball) Kelso
- Salix melanopsis var. kronkheitii Kelso
- Salix pseudolapponum var. kenosha Kelso
- Salix reticulata var. saximontana (Rydb.) Kelso

### Hybride
Auch die Hybride wurde von ihm beschrieben:
- Salix princeps x Salix ourayi Kelso

## Publikation (Auswahl)
- A new Castilleja from Colorado. In: Madroño; a West American journal of botany. Band 1, Nr. 16, 1929, S. 241–242 (biodiversitylibrary.org).
- mit Francis Ramaley: Autumn Vegetation of the Foothills near Boulder, Colorado. In: Madroño; a West American journal of botany. Band 18, Nr. 4, 4. November 1931, S. 239–255.
- Synopsis of the American Wood Owls of the Genus Ciccaba. Intelligencer Printing Company, Lancaster, PA 1932 (books.google.de).
- A note on Salix dodgeana. In: Rhodora. Band 34, 1932, S. 28–29 (biodiversitylibrary.org).
- A new Salix hybrid. In: Rhodora. Band 34, 1932, S. 67 (biodiversitylibrary.org).
- mit Clarence Cottam, William Howard Ball: The Louisiana heron in the Washington, D. C., region. In: Proceedings of the Biological Society of Washington. Band 45, 10. November 1932, S. 207–208 (biodiversitylibrary.org).
- A Note on Anemopsis californica. In: The American Midland Naturalist. Band 13, Nr. 3, 1932, S. 110–113, doi:10.2307/2420058.
- mit Clarence Cottam: An Incubating Woodcock. In: The Auk. Band 50, Nr. 2, April 1933, S. 170–173 (englisch, sora.unm.edu [PDF; 363 kB]).
- A Note on the Genus Pulsatrix. In: Biological Leaflet. Nr. 1, 25. Juli 1933, S. 1–2.
- A new Spectacled Owl from Bolivia. In: Biological Leaflet. Nr. 2, 21. Dezember 1933, S. 1.
- A new variety of Glyceria. In: Biological Leaflet. Nr. 3, 9. Januar 1934, S. 1.
- A Key to the Owls of the Genus Pulsatrix Kaup. In: The Auk. Band 51, Nr. 2, April 1934, S. 234–236 (englisch, sora.unm.edu [PDF; 162 kB]).
- A New Form of Glyceria grandis and a Key to its Allied Species. In: Rhodora. Band 36, Juli 1934, S. 264–266 (biodiversitylibrary.org).
- A New Stygian Owl. In: The Auk. Band 51, Nr. 4, Oktober 1934, S. 522–523 (englisch, sora.unm.edu [PDF; 115 kB]).
- Lid and Meidell on Food of Ptarmigan Chicks. In: The Auk. Band 51, Nr. 4, Oktober 1934, S. 549–550 (englisch, sora.unm.edu [PDF; 119 kB]).
- A note on Otus sanctae-catarinae. In: Biological Leaflet. Nr. 4, Februar 1934, S. 1.
- mit Estelle Henderson Kelso: A Key to Species of American Owls with a list of the Owls of The Americas. In: Biological Leaflet. Nr. 4, November 1934, S. 1–101 (babel.hathitrust.org).
- Notes on Rocky Mountain Plants. In: Rhodora. Band 36, 1934, S. 194–196 (biodiversitylibrary.org).
- A New Form of Glyceria grandis and a Key to its Allied Species. In: Rhodora. Band 36, 1934, S. 264–266.
- Lid on Food of Taimyr Ptarmigans. In: The Auk. Band 52, Nr. 1, Januar 1935, S. 116 (englisch, sora.unm.edu [PDF; 76 kB]).
- A new species and two new varieties of Glyceria. In: Rhodora. Band 37, 1935, S. 262–263 (biodiversitylibrary.org).
- Gorsuch's 'Life History of the Gambel Quail in Arizona'. In: The Auk. Band 52, Nr. 1, Januar 1935, S. 117–118 (englisch, sora.unm.edu [PDF; 148 kB]).
- Bird notes from Fall River, Larimer County, Colorado. In: Oölogist. Band 52, Februar 1935, S. 14–19.
- mit Estelle Henderson Kelso: Supplement to a key to species of American Owls. In: Biological leaflet. Nr. 5, 8. November 1935, S. 1–2 (nrm.se [PDF; 90 kB]).
- mit Estelle Henderson Kelso.: The Relation of Feathering of Feet of American Owls to Humidity of Environment and to Life Zones. In: The Auk. Band 53, Nr. 1, Januar 1936, S. 51–56 (englisch, sora.unm.edu [PDF; 341 kB]).
- A new striped owl from Tobago. In: The Auk. Band 53, Nr. 1, Januar 1936, S. 82 (englisch, unm.edu [PDF; 70 kB]).
- mit Estelle Henderson Kelso: The value and identification of Owls in the Rocky Mountain Region. In: Biological Leaflet. Nr. 6, 24. Juli 1936, S. 1–6.
- mit Estelle Henderson Kelso.: A New Screech Owl from Colombia. In: The Auk. Band 53, Nr. 4, Oktober 1936, S. 448 (englisch, sora.unm.edu [PDF; 67 kB]).
- mit Estelle Henderson Kelso: Supplement to the synopsis of the American Wood Owls of the Genus Ciccaba. In: Biological Leaflet. Nr. 7, 15. Januar 1937, S. 1.
- A Costa Rican Race of Jardine's Pygmy Owl. In: The Auk. Band 54, Nr. 3, Juli 1937, S. 304 (englisch, sora.unm.edu [PDF; 50 kB]).
- Two new owls from South America. In: Biological Leaflet. Nr. 8, 24. Juli 1937, S. 1–2.
- Food of the scaled quail (Preliminary report). U.S. Dept. of the Interior, Fish and Wildlife Service, Washington, D.C 1937 (biodiversitylibrary.org).
- Two new owls from South America. In: Biological Leaflet. Nr. 9, 21. April 1938, S. 1–2.
- A study of the spectacled owl, Genus Pulsatrix. In: Biological Leaflet. Nr. 10, 10. November 1938, S. 1–13.
- Additional Races of American Owls. In: Biological leaflet. Nr. 11, 10. Juli 1939, S. 1–2 (nrm.se [PDF; 186 kB]).
- Food habits of prairie dogs. In: Circular / United States Department of Agriculture. Nr. 529, 1939, S. 1–15 (babel.hathitrust.org).
- Additional races of American owls. In: Biological Leaflet. Nr. 12, 23. November 1940, S. 1.
- Variation of the External Ear-Opening in the Strigidae. In: The Wilson Bulletin. Band 53, Nr. 4, Januar 1940, S. 24–29 (englisch, sora.unm.edu [PDF; 357 kB]).
- Additional races of American owls. In: Biological Leaflet. Nr. 13, 31. Juli 1941, S. 1.
- The ear of Otus asio. In: Biological Leaflet. Nr. 14, 9. Mai 1942, S. 1–2.
- Geophysical phenomena and the activity of Otus asio. In: Biological Leaflet. Nr. 15, 24. August 1942, S. 1–4.
- Nighthawk activity and the lunar cycle. In: Biological Leaflet. Nr. 16, 16. Oktober 1942, S. 1–2.
- The moon and Strix. In: Biological Leaflet. Nr. 17, 10. November 1942, S. 1–2.
- Weight variation in Otus asio. In: Biological Leaflet. Nr. 18, 24. Dezember 1942, S. 1–3.
- Plants of Denver and vicinity. In: Biological Leaflet. Nr. 19, 31. Mai 1943, S. 1–15.
- The bird's electrostatic field. In: Biological Leaflet. Nr. 20, 20. Oktober 1943, S. 1.
- Bioelectronic observations. In: Biological Leaflet. Nr. 21, 23. November 1943, S. 1.
- Plants of Denver and Vinity (First Supplement). In: Biological Leaflet. Nr. 22, 22. Februar 1944, S. 1–3.
- Behavior of the Eastern Screech Owl (Otus asio naevius). In: Biological Leaflet. Nr. 23, 24. März 1944, S. 1–7.
- Bioelectronic observations (II). In: Biological Leaflet. Nr. 24, 8. Juni 1944, S. 1–2.
- The creeping willows of the central Rocky Mountains. In: Biological Leaflet. Nr. 25, 7. Juli 1944, S. 1–9.
- The Red Castillejas of the Central Rocky Mountains. In: Biological Leaflet. Nr. 26, 13. Dezember 1944, S. 1–2.
- Robotized research. In: Biological Leaflet. Nr. 27, 13. Dezember 1944, S. 1–2.
- Bioelectronic Observations (III). In: Biological Leaflet. Nr. 28, 15. März 1945, S. 1–2.
- Gray’s Peak and vicinity. In: Biological Leaflet. Nr. 29, 11. Juni 1945, S. 1–3.
- Carices of a colorado Mountain Lake. In: Biological Leaflet. Nr. 30, 15. März 1945, S. 1–2.
- Plants of Denver and Vicinity (Second Supplement). In: Biological Leaflet. Nr. 31, 10. November 1945, S. 1–3.
- Bioelectronic Observations (IV). In: Biological Leaflet. Nr. 32, 18. Dezember 1945, S. 1–2.
- A study of the Spectacled Owls, genus Pulsatrix (Continued). In: Biological Leaflet. Nr. 33, 5. März 1946, S. 1–13.
- The Rocky Mountain Flora I The willows. In: Biological Leaflet. Nr. 34, 4. Oktober 1946, S. 1–11.
- Bioelectronic observations (V). In: Biological Leaflet. Nr. 35, 27. Dezember 1946, S. 1–2.
- Additional Notes on Rocky Mountain Plants. In: Biological Leaflet. Nr. 36, 30. Januar 1947, S. 1–3.
- The Rocky Mountain Flora II New Varieties. In: Biological Leaflet. Nr. 37, 29. Mai 1947, S. 1–2.
- The Rocky Mountain Flora III Carex uncompahgre. In: Biological Leaflet. Nr. 37, 31. Oktober 1947, S. 1–3.
- Bioelectronic Observations (VI). In: Biological Leaflet. Nr. 39, 17. Dezember 1947, S. 1–2.
- Embryo Taxonomists. In: Biological Leaflet. Nr. 40, 27. Februar 1948, S. 1–3.
- A Flora of Alaska. In: Biological Leaflet. 40A, 10. Juli 1950, S. 1.
- The Rocky Mountain Flora IV. Salices monticolae. In: Biological Leaflet. Nr. 41, 25. Juni 1948, S. 1–4.
- Bioelectronic Observations (VII). In: Biological Leaflet. Nr. 42, 1. Oktober 1948, S. 1–4.
- Bioelectronic Observations (VIII). In: Biological Leaflet. Nr. 43, 20. Februar 1949, S. 1–3.
- On the Physiology of Territory and Homing. In: Biological Leaflet. Nr. 44, 5. Juni 1949, S. 1–3.
- The feather and a detector of Radioactivity. In: Biological Leaflet. Nr. 45, 20. August 1949, S. 1–3.
- Factors related to plumage care of birds. In: Biological Leaflet. Nr. 46, 12. November 1949, S. 1–2.
- Nocturnal responses of birds to light. In: Biological Leaflet. Nr. 47, 20. Januar 1950, S. 1–4.
- The Rocky Mountain Flora IV. Plantae monticolae. In: Biological Leaflet. Nr. 48, 6. März 1950, S. 1–4.
- The sharp point. In: Biological Leaflet. Nr. 49, 31. Mai 1950, S. 1–2.
- The post juvenal molt of the Northeastern Screech Owl. In: Biological Leaflet. Nr. 50, 10. August 1950, S. 1–4.
- The Rocky Mountain Flora V. Carex species. In: Biological Leaflet. Nr. 51, 15. September 1950, S. 1–3.
- Note on Rhea Americana, including thinking. In: Biological Leaflet. Nr. 52, 20. Oktober 1950, S. 1–2.
- Testing the film on the feather. In: Biological Leaflet. Nr. 53, 25. November 1950, S. 1–2.
- Thermodynamics of the desert spine. In: Biological Leaflet. Nr. 54, 25. Januar 1951, S. 1–3.
- The six journals of Mr. Peale, Naturalist from the journals of Titian Ramsey Peale. In: Biological Leaflet. Nr. 55, 31. März 1951, S. 1–4.
- Demonstrating the glandularity of the feather. In: Biological Leaflet. Nr. 57, 10. Oktober 1951, S. 1–3.
- Some fundamentals of the feather. In: Biological Leaflet. Nr. 58, 10. April 1952, S. 1–6.
- The summit plants of Mt. Evans. In: Biological Leaflet. Nr. 59, 9. Juni 1952, S. 1–5.
- Gas conversion by the feather. In: Biological Leaflet. 58A, 20. Juli 1952, S. 1–3.
- Some fundamentals of the feather (II). In: Biological Leaflet. Nr. 60, 22. August 1952, S. 1–6.
- The Tweedy willow and evidence of Chrysantheae stock in Colorado. In: Biological Leaflet. Nr. 61, 1952, S. 1–2.
- Some fundamentals of the feather (III). In: Biological Leaflet. Nr. 62, 1. November 1952, S. 1–2.
- Some fundamentals of the feather (IV). In: Biological Leaflet. Nr. 63, 15. Dezember 1952, S. 1–5.
- The Rocky Mountain Flora VI. Carex species. In: Biological Leaflet. Nr. 64, 12. Januar 1953, S. 1–3.
- Some fundamentals of the feather (V). In: Biological Leaflet. Nr. 65, 3. Mai 1953, S. 1–2.
- The Carex species of Colorado. In: Biological Leaflet. Nr. 66, 31. August 1953, S. 1–38.
- The exterior bird. Kelso, Lancaster, PA 1955 (books.google.de).
- Monticolae: Historia naturalis. In: Biological Leaflet. Nr. 67, 14. November 1958, S. 1–2.
- The Lost Legion: Some personnel research. In: Biological Leaflet. 40B, März 1959, S. 1.
- The exterior bird II. In: Biological Leaflet. Nr. 68, Dezember 1960, S. 1–3.
- Biological water factors. In: Biological Leaflet. Nr. 69, 31. August 1961, S. 1–2.
- Some laws of the evolution of the external ear in vertebrates. In: Biological Leaflet. Nr. 71, 19. Mai 1962, S. 1.
- The niche of naturalists. In: Biological Leaflet. Nr. 71, Mai 1964, S. 1–5.
- Ekologiya Teterevinykh Ptits (The Ecology of Tetraonids) by Oleg Izmailovich Semenov-Tyan-Shanskii. In: The Journal of Wildlife Management. Band 28, Nr. 3, Juli 1964, S. 600–602, doi:10.2307/3798221.
- The origin of Terrestrial Vertebrates I. I. Schmalhausen. Translated from Russian by Leon Kelso. Academic Press, New York, London 1968.
- Laplandskii Zapovednik. (The Lapland Reserve) by O. I. Semenov-Tyan-Shanskii. In: The Journal of Wildlife Management. Band 41, Nr. 3, Juli 1977, S. 599–600, doi:10.2307/3800546.